# Vincenzo Cordova Savini
Vincenzo Cordova Savina (Aidone, 30 novembre 1819 – Aidone, 9 maggio 1897) è stato un politico italiano.
Deputato per cinque legislature e senatore del Regno d'Italia nella XVI legislatura. Era nipote di Filippo Cordova per il padre Matteo e cugino per la madre Antonia (sorella di Maria Giuseppa, madre dello statista).

## Biografia
Nel corso dei  moti del 1848 che sconvolsero la Sicilia nella lotta per la libertà e l’indipendenza, il 28 gennaio fu chiamato dal Comitato generale di pubblica difesa e sicurezza di Sicilia -  un comitato insurrezionale di Ruggero Settimo (presidente), Mariano Stabile (segretario generale) e lo zio Filippo Cordova (fra i vertici del gruppo centrale) - in qualità di vicepresidente della Commissione di reclutamento della Guardia Nazionale ad Aidone.
Nel 1860, spronato da Giuseppe La Farina e da Salvatore Chindemi a partecipare alle lotte unitarie, fu invitato da Rosolino Pilo a scrivere un rapporto sulle forze regie esistenti all'interno dell'Isola per favorire l'ingresso a Palermo di Garibaldi e nel contempo guido una compagnia di volontari aidonesi per bloccare i movimenti delle truppe borboniche guidate da Afan de Rivera presso la localita Dragofosso(Aidone)
Fu consigliere di Prefettura a Catania (1861); sottoprefetto ad Acireale (1862, 1870) e a Pallanza.
Fu eletto cinque volte consecutive deputato (1870-86) al Parlamento italiano nel collegio di Giarre; membro della Commissione permanente l'esame dei conti amministrativi e lo Stato; senatore dal 1889.
Nel 1883 sposò in seconde nozze la baronessa Anna Guglielmina Teodora Siebs ( Brema) di Germania, sorella del filologoTheodore. Muore il 9 maggio 1897 in Villa Val di Casena, presso Aidone (Caltanissetta).
La sua attività poliedrica di patriota, rivoluzionario, deputato e senatore, oltreché funzionario dell'amministrazione delle Finanze e dell'Interno, è stata da recente illustrata nel volume pubblicato da Francesco Paolo Giordano, edito per i tipi di Maimone nel 2021 intitolato "Il senatore Vincenzo Cordova e il suo tempo".

## Curiosità
In una lettera a Stanislao Cannizzaro del 1869, Cordova chiese un attestato per poter ottenere la «fascetta del 1849». In un'altra lettera sostiene che Cavour avesse scelto lo zio Filippo), in un primo momento, come accompagnatore al Congresso di Parigi del 1856, dove si stabilirono gli effetti politici della guerra di Crimea, ma poi preferì essere accompagnato da Costantino Nigra.

## Scritti
- Gli ultimi conati del borbonismo e mazzinismo in Sicilia, Italia, 1860 (senza firma)
- Discorso funebre in morte di Camillo Benso conte di Cavour: letto il 6 luglio 1861, Catania, Crescenzio Galatola, 1861
- Le vere tradizioni e i veri interessi della Francia dei Napoleonidi. Riflessioni, Catania, Tip. di Crescenzio Galatola, 1863
- La reazione di settembre 1866 ed il bisogno di una chiesa nazionale, Catania, tip. L. Rizzo, 1867 (senza firma)
- Proposta al Consiglio provinciale di Caltanissetta del consigliere cav. Vincenzo Cordova, 1867
- Il macino in Sicilia dal 1564 al 1842. Lettere del deputato V. Cordova, 1872[7]
- Il voto della Camera elettrica nella seduta del 21 marzo 1872 ed i Banchi di Napoli e Sicilia, 1872
- Discorso del deputato Cordova pronunziato alla Camera dei Deputati nella tornata del 27 a 28 marzo 1873 sul progetto di legge proposto dalla Commissione d'inchiesta sulla tassa della macinazione dei cereali, 1873
- Discorso del deputato Cordova pronunziato alla Camera dei Deputati nella discussione sui provvedimenti straordinari di pubblica sicurezza. Tornata dell'11 giugno 1875, 1875
- Discorso del deputato Cordova pronunziato alla Camera dei Deputati nella tornata del 18 gennaio 1877 pei provvedimenti sopra gli abusi dei ministri dei culti nell'esercizio del loro ministero, 1877
- Progetto di legge per la riforma della tassa manicinato proposto e svolto alla Camera legislativa dal deputato Cordova nella tornata del 5 aprile 1878, 1878
- La Sicilia e l'unità italiana: lettera di V. Cordova... al marchese Gioachino Pepoli senatore del Regno, Roma, tip. Eredi Botta, 1879
- Delle famiglie nobili tuttora non estinte e delle città e terre che presero parte al Vespro Siciliano, Virzì (Tip.), 1882
- Filippo Cordova:  i discorsi parlamentari e gli scritti editi ed inediti preceduti dai ricordi della sua vita, voll.4/5, Roma, 1889-1893
- Le origini della città di Aidone e il suo Statuto, Roma, 1890